# Station de vidange
Une station de vidange est un endroit où les eaux usées peuvent être déversées dans les égouts du secteur dans les meilleures conditions. Les stations de vidange sont souvent utilisées par les utilisateurs de  camping cars, caravanes ou de bateaux de plaisance qui sont équipées de WC chimiques et de réservoirs d'eaux usées (eaux grises, eaux noires).  Les cassettes chimiques peuvent y être vidangées proprement et sûrement. Les réservoirs d'eaux grises peuvent aussi y être vidangés.
Les stations de vidanges sont souvent dans les campings, les aires de repos et de service autoroutières, les marinas, les ports de plaisance et les autres lieux fréquentés par les camping-cars et les bateaux. Les propriétaires de stations de vidange peuvent demander une contribution ou offrir ce service gratuitement.

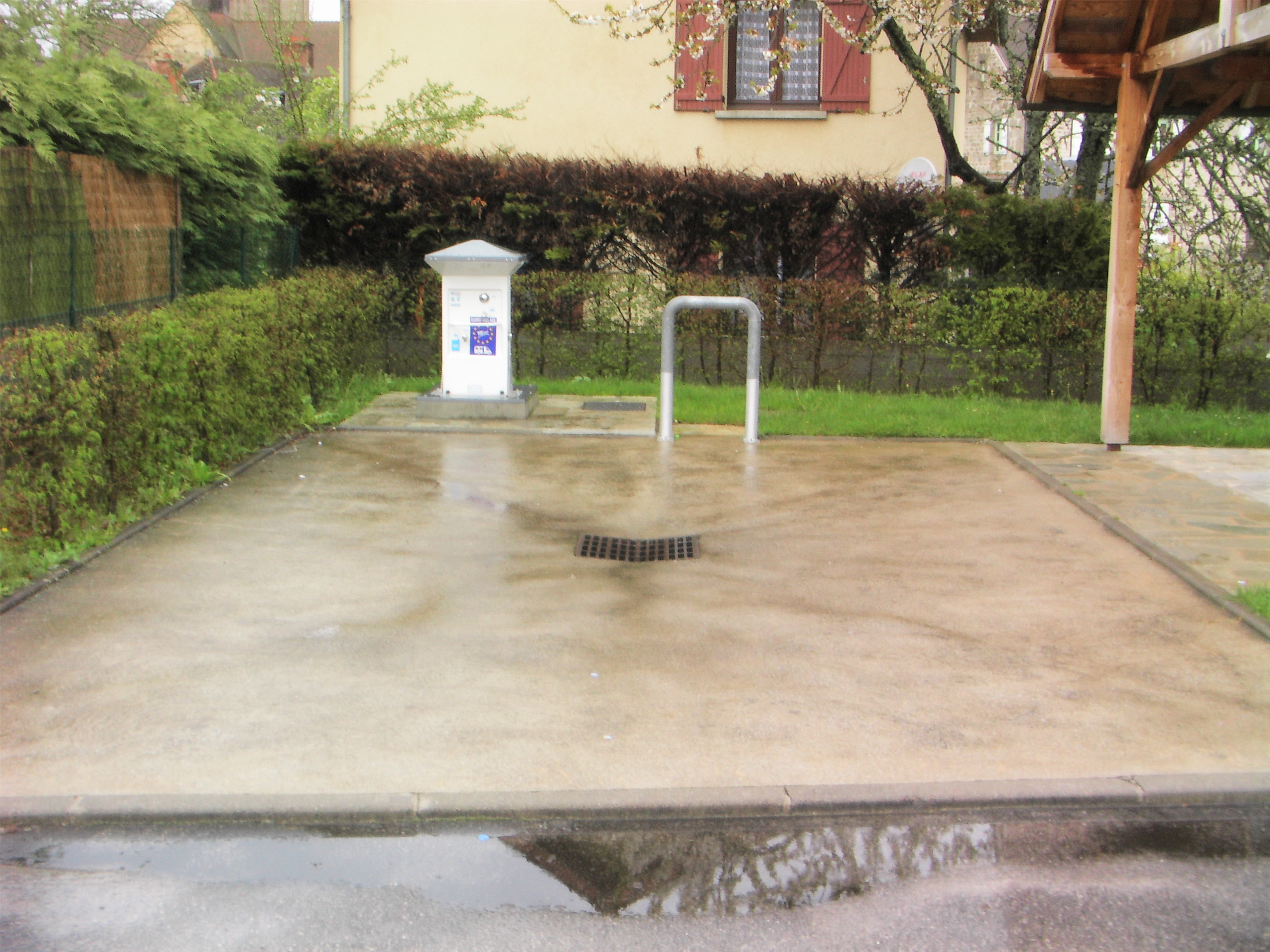
Station modèle à Felletin, France.
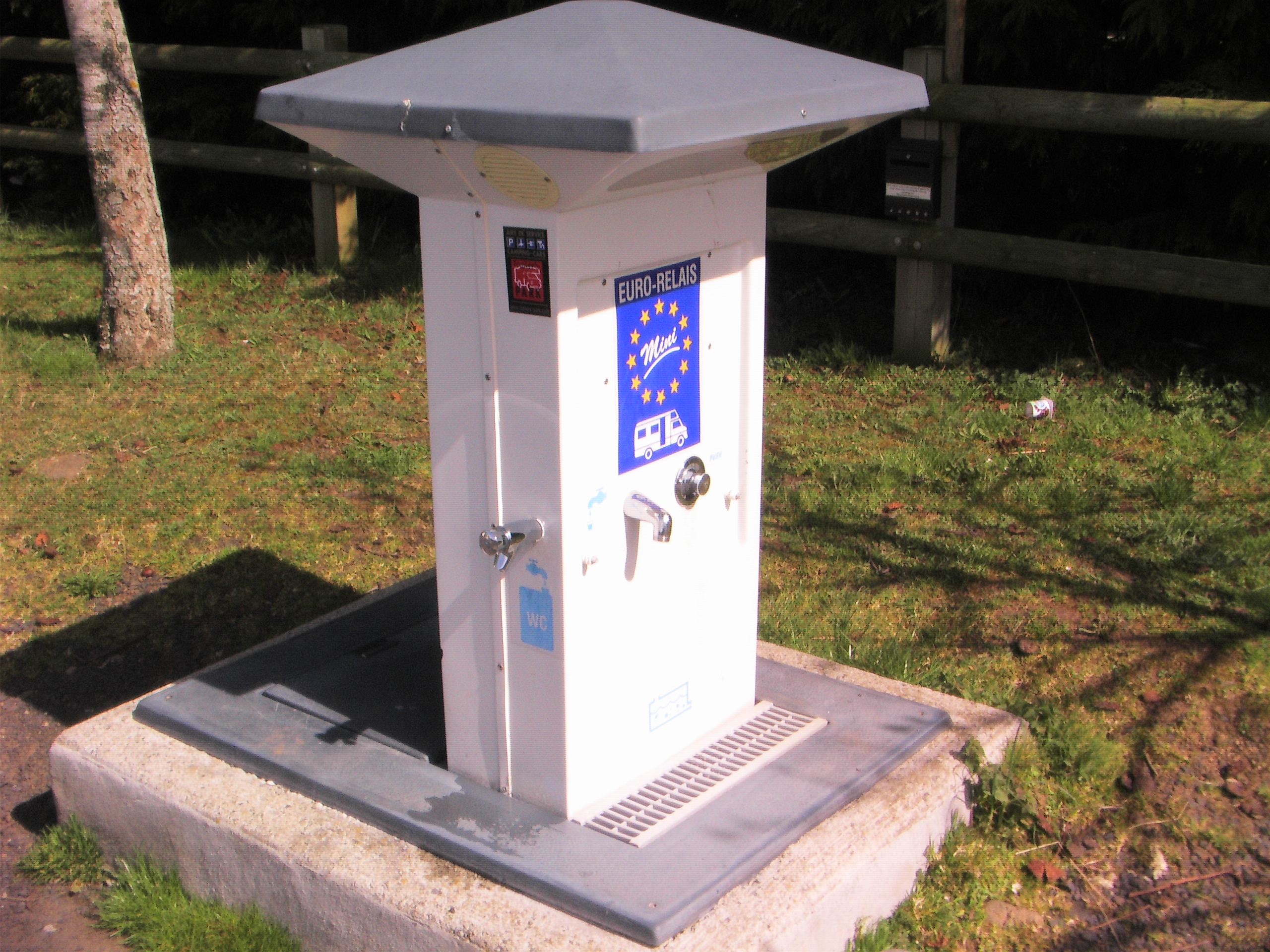
Station de vidange sur l'aire de Valuejols, France.
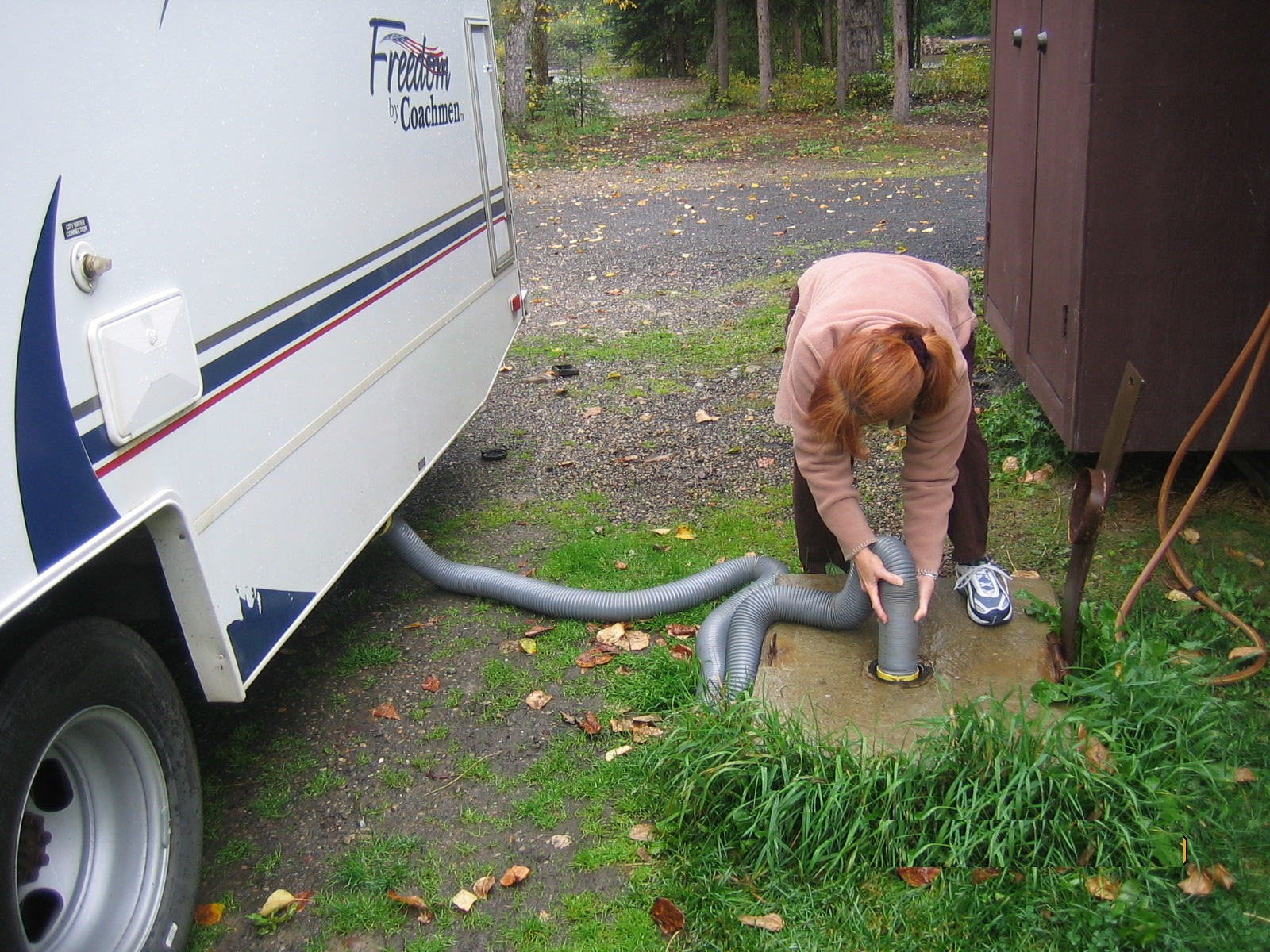
Vidange d'un camping-car au Canada.